# Теку
Теку́ (фр. Técou, окс. Tecon) — коммуна во Франции, находится в регионе Юг — Пиренеи. Департамент — Тарн. Входит в состав кантона Дё-Рив. Округ коммуны — Альби.
Код INSEE коммуны — 81294.

## География
Коммуна расположена приблизительно в 560 км к югу от Парижа, в 50 км северо-восточнее Тулузы, в 19 км к юго-западу от Альби.

## Климат
Климат умеренно-океанический. Зима мягкая и дождливая, лето жаркое с частыми грозами. Ветры довольно редки.

## Население
Население коммуны на 2010 год составляло 882 человека.
| 1962 | 1968 | 1975 | 1982 | 1990 | 1999 | 2010 |
| ---- | ---- | ---- | ---- | ---- | ---- | ---- |
| 528  | 528  | 476  | 510  | 554  | 631  | 882  |

## Администрация
| Период | Период | Фамилия          | Партия | Примечания |
| ------ | ------ | ---------------- | ------ | ---------- |
| 1953   | 2001   | Анри Азаи        |        |            |
| 2001   | 2008   | Иоланда Галинье  |        |            |
| 2008   | 2020   | Жан-Франсуа Боль |        |            |

## Экономика
В 2007 году среди 530 человек в трудоспособном возрасте (15—64 лет) 403 были экономически активными, 127 — неактивными (показатель активности — 76,0 %, в 1999 году было 75,3 %). Из 403 активных работали 356 человек (205 мужчин и 151 женщина), безработных было 47 (20 мужчин и 27 женщин). Среди 127 неактивных 42 человека были учениками или студентами, 46 — пенсионерами, 39 были неактивными по другим причинам.